# Noordwestelijk Front
Het Noordwestelijk Front (Russisch: Северо-Западный фронт) was een legergroep (front) van het Rode Leger tijdens de Tweede Wereldoorlog. Oorspronkelijk bestond het Noordwestelijk Front uit drie infanterielegers en twee tankkorpsen. De omvang van dit front bleef in de loop van de oorlog beperkt, want het werd nooit ingezet bij grote offensieven. Zijn voornaamste operatiegebied lag tussen Leningrad en Moskou.
In tegenstelling tot westerse legergroepen vormden bij de Sovjets ook de luchtstrijdkrachten onderdeel van het front. 

## Ontstaan
Tijdens de Winteroorlog werd het Noordwestelijk Front opgericht om de acties van het 7e en het 13e Leger op de Karelische Isthmus te coördineren. De beide legers braken op 1 februari 1940 door de Mannerheimlinie, de belangrijkste Finse verdedigingslinie. Na het einde van de oorlog werd het front ontbonden.
Bij de Duitse inval in de Sovjet-Unie werd het Noordwestelijk Front opnieuw opgericht. Het bestond uit het 8e, het 11e en het 27e Leger. Ook het 5e Luchtlandingskorps en het onafhankelijke 65e Legerkorps maakten deel uit van het Front. Het Noordwestelijk Front omvatte alle legers in de Baltische republieken en de voornaamste taak was de toegangswegen naar Leningrad te verdedigen.

## Operatie Barbarossa
De legers van het Noordwestelijk Front konden de aanval van Heeresgruppe Nord onder leiding van maarschalk von Leeb niet stoppen. De tanks van de Panzergruppe 4 braken gemakkelijk door de Sovjetverdediging. Bij Raseiniai stuitten ze op de zware Sovjettanks, die ze met moeite konden verslaan. Door een gebrek aan communicatie en organisatie bij het Sovjetcommando konden de Duitsers het tankkorps vernietigen. Reeds na enkele dagen was Litouwen veroverd en overschreden ze de grens met Letland. Op 26 juni 1941 bereikten ze de Dvina, waar ze enkele dagen halt hielden zodat de rest van Heeresgruppe Nord hen kon inhalen. Deze adempauze gaf generaal F.I. Koeznetsov de gelegenheid om zijn troepen terug te trekken en te hergroeperen.
Op 14 juli 1941 zette het Noordwestelijk Front een tegenaanval in. Soltsy werd tijdelijk heroverd en de opmars van Heeresgruppe Nord naar Leningrad werd vertraagd. De tegenaanval dwong de Duitse commandant om zijn troepen te hergroeperen en de aanval af te slaan. De Duitsers dreven het front verder naar het oosten. Het Noordwestelijk front kreeg tot taak de belangrijke spoorweglijn Leningrad-Moskou te beschermen. Hun nieuwe verdedigingslinie strekte zich uit van de Valdai-heuvels tot aan de oevers van het Ilmenmeer.

## Staraja Roessa
Op 22 juli 1941 bereikte de voorhoede van Panzergruppe 4 de oevers van het Ilmenmeer. De tanks werden enkele dagen later gevolgd door de infanteriedivisies van het Duitse 16e leger. Na enkele dagen viel Staraja Roessa in handen van het 16de leger. Dit stadje was een belangrijk wegenknooppunt ten zuiden van het Ilmenmeer. Staraja Roessa vormde de hoeksteen van de Duitse verdedigingslinie. Als ze het stadje moesten opgeven, dan zouden ze de controle over het Ilmenmeer verliezen en zich moeten terugtrekken naar Pskov. Hierdoor zou de zuidflank van het Duitse 18e leger niet meer gedekt zijn en moest dit leger waarschijnlijk het Beleg van Leningrad opgeven.
Stavka besefte het strategische belang van Staraja Roessa en reeds op 12 augustus 1941 lanceerde het Noordwestelijk Front zijn eerste tegenaanval. De herovering van dit wegenknooppunt vormde de belangrijkste taak van het Noordwestelijk Front. De strijd rond Staraja Roessa zou meer dan 800 dagen duren. Pas op 8 februari 1944 zouden de Sovjets het stadje opnieuw veroveren.

## Insluiting van Demjansk
Als onderdeel van het Winteroffensief kreeg het Noordwestelijk Front het bevel om een tweeledige aanval uit te voeren. Het 11e Leger moest Staraja Roessa veroveren en het Volkhovfront ondersteunen in een poging om het beleg van Leningrad te breken. Het 1e Stoottroepenleger moest aanvallen in zuidelijke richting en samen met het Kalininfront de noordvleugel van het Duitse 16e Leger omsingelen.
Op 8 januari 1942 begon het Toropets-Cholmoffensief. De aanval van het 11e Leger boekte terreinwinst, maar Staraja Roessa bleef in Duitse handen. Het andere deel van het offensief verliep beter. Ondanks het moeilijke terrein en de winterse omstandigheden slaagde het 1e Stoottroepenleger erin om 90.000 Duitse soldaten te omsingelen nabij Demjansk. Stavka beval luitenant-generaal P.A. Koerotsjkin om de omsingelde Duitse troepen te vernietigen. Gedurende de ganse winter en het voorjaar van 1942 ondernamen het 11e en het 34e Leger vergeefse pogingen om de Duitse verdediging te breken. Eind mei 1942 schortte Stavka alle offensieve acties tegen de Demjansk op en verlegde zijn aandacht naar de verdediging van Moskou.

## Ontbinding
Op 19 november 1943 werd het hoofdkwartier van het Noordwestelijk Front ontbonden en de legers werden ondergebracht bij het nieuwe 2e Baltische Front.

## Commandanten
| Commandanten                        | Begindatum    | Einddatum     |
| ----------------------------------- | ------------- | ------------- |
| Kolonel-generaal F.I. Koeznetsov    | juni 1941     | juni 1941     |
| Majoor-generaal P.P. Sobjennikov    | juli 1941     | augustus 1941 |
| Luitenant-generaal P.A. Koerotsjkin | augustus 1941 | oktober 1942  |
| Maarschalk S.K. Timosjenko          | oktober 1942  | maart 1943    |
| Kolonel-generaal I.S. Konev         | maart 1943    | juni 1943     |
| Kolonel-generaal P.A. Koerotsjkin   | juni 1943     | november 1943 |

## Sterkte en verliezen
| Datum                     | Operatie                | Sterkte | Verliezen |
| ------------------------- | ----------------------- | ------- | --------- |
| Juni 1941 - december 1941 | Operatie Barbarossa     | 259 724 | 270 087   |
| Januari 1942 - mei 1942   | Insluiting van Demjansk | 105 700 | 245 511   |
| Januari 1942 - juni 1942  | Toropets-Cholmoffensief | 121 100 | 29 200    |